# Стоунер (роман)
«Стоунер» (англ. Stoner) — роман американского писателя Джона Уильямса, впервые опубликованный издательством Viking Press в 1965 году. Не снискав заметной популярности при жизни автора, роман стал международным бестселлером в начале нового столетия (импульсом послужило переиздание NYRB Classics в 2006 году с предисловием ирландского писателя Джона Макгаэрна). 

## Сюжет
Уильям Стоунер родился на небольшой ферме в центральном Миссури в 1891 году. Помогая родителям с малых лет, после окончания школы Стоунер планировал продолжить работу на семейной ферме. Однако местный чиновник предложил ему поступить в недавно открытый сельскохозяйственный колледж при Миссурийском университете. Стоунер согласился и осенью 1910 года начал учёбу. На втором годе обучения все студенты должны были пройти обязательный курс английской литературы. Произведения, которые группа Стоунера читала на занятиях, в частности 73-й сонет Шекспира, открыли для него новый мир; Стоунер увлёкся литературой и во втором семестре второго курса, отказавшись от прохождения естественнонаучных дисциплин в сельхозколледже, записался только на гуманитарные курсы. После церемонии получения диплома бакалавра Стоунер сообщил родителям, что не вернётся на ферму, а продолжит учёбу.
После получения степени магистра Стоунер начал преподавать английский первокурсникам. В аспирантуре он подружился с двумя сверстниками — Гордоном Финчем и Дэйвом Мастерсом. В апреле 1917 года Соединённые Штаты объявили войну Германии. Мастерс и Финч записались добровольцами на фронт, а Стоунер решил остаться в университете. Летом 1918 года Стоунер получил полную преподавательскую ставку; примерно в то же время до него дошло известие о гибели Дэйва Мастерса в первых боях экспедиционных сил во Франции.
После заключения перемирия 11 ноября 1918 г. Гордон Финч, заняв должность помощника декана, организовал торжественный приём в честь преподавателей и сотрудников, вернувшихся из армии. На этом приёме Уильям Стоунер, также вошедший в число приглашённых, познакомился с 20-летней Эдит Бостуик, родственницей декана родом из Сент-Луиса. Стоунер влюбился в Эдит, несмотря на сохранявшуюся между ними дистанцию и отстранённость, и вскоре сделал ей предложение. После получения согласия от родителей Эдит стала настаивать на том, чтобы свадьба состоялась «как можно скорее». В феврале 1919 года Уильям и Эдит поженились.
Меньше чем через месяц Стоунер понял, что его брак неудачен; Эдит постоянно была холодна и замкнута в себе. В марте 1923 года у Стоунеров родилась дочь Грейс. Почти год после рождения ребенка Эдит испытывала недомогания и проводила большую часть времени в постели, поэтому домашним хозяйством занимался Уильям, заботясь при этом и о младенце, и о жене. В 1925 году Стоунер закончил работу над своей первой книгой; благодаря этой публикации он получил в университете постоянную должность доцента. В то же время Эдит, не посоветовавшись с мужем, взяла у отца заём на 6000 долларов для покупки дома. Хотя со временем отношения Эдит и Уильяма достигли патового состояния, Стоунер постепенно осознавал, насколько важна для него дочь. Занятия в университете он стал проводить с большей уверенностью и энтузиазмом.
Весной 1933 года молодая преподавательница Кэтрин Дрисколл попросила Стоунера прочитать её диссертацию о римском грамматисте Донате. Стоунер согласился помочь Дрисколл; чуть позже он осознал, что неравнодушен к ней. Вскоре между ними начали развиваться любовные отношения, которые стали самым счастливым периодом в жизни Стоунера. Однако слухи о «тайной» связи быстро распространялись в маленьком кампусе; новость о ней дошла и до Эдит. Но, как ни парадоксально, внебрачная связь пошла скорее на пользу, чем во вред семейной жизни Стоунера. Тем не менее для Холлиса Ломакса, заведующего кафедрой английского языка и литературы, который испытывал личную неприязнь к Стоунеру, эта любовная история превратилась в удачный способ мести: он начал оказывать давление на Дрисколл, преподававшую на той же кафедре, и в итоге она была вынуждена уйти из университета и покинуть город.
После расставания с Кэтрин летом 1934 года Стоунер перенёс первую серьёзную болезнь, после которой заметно постарел. Вернувшись в университет осенью, он вновь целиком посвятил себе академической работе, постепенно обрастая легендами и из-за прогрессировавшей глухоты превращаясь в одного из «университетских чудиков». Накануне 65-летия Стоунера Ломакс стал настаивать на его уходе на пенсию, однако сам Стоунер твёрдо заявил о том, что воспользуется своим правом на два дополнительных года преподавания. Тем временем у него обнаружили рак кишечника; самочувствие Стоунера стремительно ухудшалось, и в конце концов ему пришлось уступить Ломаксу. Стоунер покинул университет, получив звание почётного профессора, а на следующий день после торжественного обеда в свою честь пришёл в больницу. Операция несильно улучшила его состояние; когда ему разрешили выписаться и вернуться домой, он часто испытывал приступы боли и потери сознания. В один из дней в начале лета 1956 года, держа свою единственную книгу в руках, Стоунер скончался.

## Персонажи
- Уильям Стоунер — главный герой романа, сын фермеров, ставший профессором английского языка и литературы университета Миссури.
- Эдит Стоунер (в девичестве Бостуик) — жена Стоунера, нервозная женщина, привыкшая в детстве к строгому воспитанию и уединённому образу жизни.
- Грейс Стоунер — единственный ребёнок Стоунеров. Если первые годы жизни Грейс провела под опекой отца, то впоследствии Эдит использовала её в качестве «оружия» в своей войне с мужем и запрещала ей общаться со Стоунером.
- Гордон Финч — коллега Стоунера и его единственный товарищ. Проучившись вместе со Стоунером в аспирантуре, несколько лет спустя Финч стал деканом факультета гуманитарных и естественных наук университета Миссури.
- Дэйв Мастерс — друг Стоунера в годы учёбы в аспирантуре. Был убит в Первой мировой войне.
- Арчер Слоун — преподаватель Стоунера. Он вдохновил своего студента на то, чтобы продолжить учёбу в университете после окончания бакалавриата, а затем предложил ему полную преподавательскую ставку.
- Холлис Ломакс — доцент, пришедший в университет Миссури на замену Слоуну после его смерти. Со временем стал заведующим кафедрой английского языка и личным врагом Стоунера.
- Чарльз Уокер — аспирант-калека, чьим научным руководителем являлся Ломакс и любимым приёмом которого было использование красноречия для скрытия собственного невежества. Получив «неуд» за семинар «Латинские традиции и литература Ренессанса», который вёл Стоунер, также стал испытывать вражду к нему.
- Кэтрин Дрисколл — молодая преподавательница, вошедшая в любовную связь со Стоунером. Находясь под давлением Ломакса, была вынуждена покинуть университет и расстаться с возлюбленным.

## Экранизация
В мае 2015 г. стало известно, что британская телекомпания Film4 в сотрудничестве с американскими компаниями Cohen Media Group и Blumhouse Productions готовит экранизацию романа. Роль Стоунера исполнит Кейси Аффлек. В фильме также сыграет Томми Ли Джонс.